# Bojan Dimoski
Bojan Dimoski, né le 23 novembre 2001 à Prilep, est un footballeur international macédonien, qui joue au poste d'arrière gauche au FK Akron Togliatti.

## Biographie

### En club
Bojan Dimoski est originaire de Prilep et fait ses débuts dans le football au Teteks Tetovo. En 2016, il rejoint le Vardar Skopje.
Bojan Dimoski dispute son premier match avec l'équipe professionnelle du Vardar Skopje le 24 février 2019 contre le Renova Džepčište.
En 2020, il rejoint l'Akademija Pandev où il signe un contrat de deux ans. Le 24 avril 2021, il marque son premier but lors d'une défaite 3-2 face au Sileks Kratovo.
Le 14 juin 2023, Dimoski rallie l'Akron Togliatti, club de deuxième division russe.

### En sélection
Bojan Dimoski honore sa première sélection en équipe de Macédoine du Nord le 12 juin 2022 contre Gibraltar en Ligue des nations. Il entre en jeu à la place de Darko Čurlinov à la mi-temps alors que son équipe mène déjà 4 à 0.